# 슈퍼스타K 2 참가자 목록
다음은 M.net의 스타 오디션 프로그램 슈퍼스타 K 시리즈의 두 번째 시즌 《슈퍼스타K 2》의 음악가들을 나열한 목록이다. TOP 11과 그 외 데뷔한 음악가 나열한다.

## TOP 11

### 허각
슈퍼스타K 2의 우승자이다. 에이큐브 소속이다.

### 존 박
슈퍼스타K 2의 준우승자이다. 뮤직팜 소속으로, 2012년 데뷔했다.

### 장재인
TOP 3. 현재 미스틱89 소속이다.

### 강승윤
TOP 4. YG 엔터테인먼트 소속으로, 2014년 위너의 멤버로 데뷔했다.

### 김지수
TOP 6. 현재 쇼파르뮤직 소속이다.

### 김은비
TOP 6. YG 엔터테인먼트와 계약했지만 해지하였으며 솔로로 데뷔할 예정이다.그룹으로 데뷔하는 김은비는 동명이인임.
2019년 1월, 웹드라마 최고의 치킨의 OST로 데뷔하였다.
동년 4월 본인이 작사 및 작곡을 맡은 'PPP'를 발매하며 싱어송라이터의 모습을 보여주고있다.

### 박보람
TOP 8. 현재 MMO 소속이다.

### 앤드류 넬슨
TOP 8. 현재 소속사와는 계약을 하지 않고 공부에 전념하기로 한 것으로 알려져 있다.

### 김그림
TOP 11.

### 김소정
TOP 11.

### 이보람
TOP 11.

## 그 외

### 현승희
- 데뷔: 2015년 4월 21일 오마이걸 미니 앨범 《OH MY GIRL》
- 소속사: WM 엔터테인먼트
- 슈퍼스타K2 성적: TOP 13

### 김보경
- 데뷔: 2010년 11월 16일 디지털 싱글 'Because Of You'
- 소속사: 소니 뮤직 엔터테인먼트 코리아
- 슈퍼스타K2 성적: TOP 13

### 강인수
- 데뷔: 2011년 10월 27일 마이네임 싱글 앨범 "Message"
- 소속사: 에이치투미디어
- 슈퍼스타K2 성적: TOP 24

### 주은지
- 슈퍼스타K2 성적: TOP 24
- 데뷔: 2015년 싱글 앨범 《Good Time》

### 션 리
션 리(Sean Lee, 1986년 9월 17일 ~ ) 한국계 캐나다인 출신의 대한민국 가수이다. 만 4세에 독일로 이주하여 7년간 거주하며 다양한 문화에 접해왔다. 2010년 Mnet 슈퍼스타K 2에서 Top 24에 진출했다. 캐나다 사이먼 프레이저 대학교(Simon Fraser University)에서 심리학을 전공중이며 현재는 휴학 중이다. 2004년에는 충청북도 일원에서 열린 제85회 전국 체육 대회에서 재캐나다 동포 축구팀의 골키퍼로 출전하여 준우승을 이끌었다. 또 2010년 밴쿠버 코리안 나잇(Vancouver Korean Night)에서 노래 부문으로 우승을 한 경력이 있다. 2010년 12월 8일, 엠넷의 지원으로 디지털 싱글 'Bye Bye'를 발매하였다.

### 윤호영
- 슈퍼스타K2 성적: TOP 24

### 김성범
- 슈퍼스타K2 성적: TOP 24
- 데뷔: 2018년 싱글 《그 모습만》

### 최준혁
- 슈퍼스타K2 성적: TOP 24
- 핫샷 멤버

### 현지혜
- 슈퍼스타K2 성적: TOP 24
- 제이어스 멤버

### 선지혜
- 슈퍼스타K2 성적: TOP 24
- 다카포 멤버

### 우은미
- 데뷔: 2010년 9월 28일 디지털 싱글 '부탁해'
- 소속사: 트루엠엔터테인먼트
- 슈퍼스타K2 성적: TOP 50

### 전정국
- 데뷔: 2013년 6월 13일 방탄소년단 싱글 앨범 《2 COOL 4 SKOOL》
- 소속사: 빅히트 엔터테인먼트

### 박희규
블루오션의 멤버로, TOP 밴드 1에도 출연했으며 이후 슈퍼스타K 2016에서 TOP64까지 올랐다.

### 박시환
이후 슈퍼스타K5에서 준우승을 차지했다.

### 김주완
히든싱어 김범수 편 출연자.

### 김소희
걸그룹 네이처의 멤버.